# Ixodes uriae
Ixodes uriae este o specie de căpușe din genul Ixodes, familia Ixodidae, descrisă de White în anul 1852. Conform Catalogue of Life specia Ixodes uriae nu are subspecii cunoscute.